# Jean-Baptiste de Lamarck
Jean Baptiste de Lamarck (ur. 1 sierpnia 1744 w Bazentin-le-Petit, zm. 18 grudnia 1829 w Paryżu) – francuski przyrodnik, będący kolejno: żołnierzem, lekarzem, botanikiem, zoologiem (profesorem zoologii), twórcą wczesnej teorii ewolucji zwanej lamarkizmem.

## Życiorys
Jego pełne nazwisko brzmiało Jean-Baptiste Pierre Antoine de Monet, chevalier de La Marck. Był najmłodszym z jedenastu rodzeństwa w rodzinie o długich tradycjach wojskowych – ojciec i kilku starszych braci byli żołnierzami.

### Edukacja i służba wojskowa
Młody Lamarck wstąpił do jezuickiego seminarium w Amiens około roku 1756, lecz niedługo po śmierci ojca w 1760, opuścił je by wstąpić do francuskiej armii, stacjonującej latem roku 1761 w Niemczech.
Już w czasie swej pierwszej bitwy podczas wojny siedmioletniej, pod Vellinghausen zasłynął odwagą na polu walki i został mianowany oficerem. Po ogłoszeniu pokoju w 1763 kolejne 5 lat Lamarck spędził w garnizonie w Monako na południu Francji nad morzem, co wzbudziło w nim zainteresowania przyrodnicze.
Rana, którą odniósł w wyniku wypadku, zmusiła go do opuszczenia armii. Przez krótki okres pracował jako kasjer bankowy w Paryżu.

### Działalność naukowa
Jeszcze podczas swojej służby w garnizonie zaczął studiować medycynę i botanikę, szybko stając się ekspertem w tych dziedzinach. W roku 1778 opublikował pierwszą książkę na temat szaty roślinnej Francji – 3-częściową Florę Francji (Flore Française), która zapewniła Lamarckowi popularność oraz opinię świetnego specjalisty. Poparcia udzielił mu hrabia de Buffon. W 1781 umożliwił mu podróż po Europie w charakterze prywatnego korepetytora swego syna. Następnie ułatwił mu otrzymanie stanowiska asystenta botaniki w Jardin des Plantes – królewskim ogrodzie botanicznym, będącym jednocześnie centrum nauk medycznych i biologicznych badań.
W 1783 Lamarck został tytularnym członkiem Francuskiej Akademii Nauk, natomiast od roku 1790 członkiem rzeczywistym z prawem zamieszkiwania w specjalnym budynku przeznaczonym dla naukowców Ogrodu Królewskiego. Mimo tego awansu, Lamarck pod względem zarobków wciąż plasował się dość nisko (można mówić o życiu w ubóstwie). W dodatku musiał bronić się przed zwolnieniem z Francuskiej Akademii Nauk, gdzie przystąpiono do operacji cięcia kosztów.
W 1793 roku Ludwik XVI i Maria Antonina zostali ścięci na gilotynie, natomiast Jardin des Plantes, z minimalnym udziałem Lamarcka, przekształcono w Musée National d’Histoire Naturelle – Muzeum Narodowe Historii Naturalnej. Muzeum miało być prowadzone przez 12 profesorów różnych dziedzin. Mimo że teoretycznie wszyscy profesorowie Muzeum byli równi rangą, katedra, jaka przypadła Lamarckowi była najmniej prestiżowa, a zarazem najmniej płatna. Była to mianowicie katedra Historii naturalnej Insektów i Robaków (ogólnie – bezkręgowców i tytuł professeur d’Histoire naturelle des Insectes et des Vers), dziedzina o której na dodatek nie miał większego pojęcia. Dla usprawiedliwienia uczonego trzeba dodać, że do czasów Linneusza niewielu biologów uważało bezkręgowce za temat godny badań naukowych. Zbiór bezkręgowców w Muzeum był znaczny i stale się powiększał, ale był źle zorganizowany i sklasyfikowany. Lamarck dostrzegł przed sobą ogromne możliwości prowadzenia nowych badań naukowych, zwłaszcza w systematyce. Często zajmował się porównywaniem stopnia komplikacji poszczególnych układów wewnętrznych obserwowanych zwierząt.
Efektem wielu lat pracy nad bezkręgowcami było dzieło pt. Historia naturalna zwierząt bezkręgowych (Histoire naturelle des animaux sans vertèbres wydawana w latach 1815-1822). Znalazł też czas na napisanie rozpraw z fizyki i meteorologii, uwzględniając nawet nietypowe zjawiska pogodowe. Spopularyzował słowo biologia na oznaczenie nauki o wszystkich organizmach żywych i ich właściwościach.
Jego dorobek naukowy nigdy nie stał się popularny za jego życia i Lamarck nigdy nie cieszył się takim prestiżem, jak jego patron Buffon lub kolega Cuvier. Co więcej, Cuvier chociaż cenił osiągnięcia Lamarcka w dziedzinie bezkręgowców, całkowicie ignorował jego teorię ewolucji, używał nawet swych wpływów, by ją zdyskredytować. Niemniej to właśnie teoria ewolucji przedstawiona w roku 1809, w dziele Filozofia zoologii (Philosophie zoologique) uczyniła Lamarcka sławnym.

### Koniec życia
Większość życia Lamarcka było nieustanną walką z biedą. Ze względów finansowych musiał odsprzedać swój zielnik niemieckiemu botanikowi Roeperowi. W dodatku od około 1818 roku uczony zaczął tracić wzrok, a ostatnie lata życia przeżył będąc już ociemniałym. Opiekę nad nim sprawowała jedynie jego córka (żenił się cztery razy).
Lamarck zmarł 18 grudnia 1829 roku w Paryżu. Mowę pożegnalną wygłosił przyjaciel Geoffroy Saint-Hilaire. Pogrzeb był bardzo skromny, a ciało złożono w wynajętym grobie. Po 5 latach grób należało zwrócić, ciało ekshumowano i pochowano we wspólnym grobie gdzieś na Cmentarzu Montparnasse.